# Траетаона
Траетаона (авест. Θraētaona пехл. Frēdōn перс. فريدون тадж. Фаридун Ферідун) — герой іранської міфології, цар з династії Пішдадідів, який розділив світ між своїми трьома синами. Прославився вигнанням арабів з Ірану. Персонаж «Шах-наме», переможець дракона. У ведичній традиції йому близький образ Трити, переможця дракона Врітри.

## У «Авесті»
Народився у країні, що зветься «чотирикутною Варною». Його батько Атвія був другим з людей, які вичавлюали сік хаоми, й тому у нього народився син.
Траетаона приносив жертву (100 жеребців, 1000 корів, 10000 овець) у Варні богині Ардвисура, просячи її про допомогу для перемоги над триголовим змієм Дахакою, якого створив Анхра-Манью, і для того, щоб відібрати в Дахаки його дружин Сахнавак і Арнавак; таку ж жертву він приносив Дрваспе ; про це ж він просив, коли молився у Варні богині Аші. За описом «Рам-Яшта», коли Траетаона молився Ваю, він сидів на золотому троні під золотим балдахіном.
Силу для перемоги над Дахакою Траетаону дало також перо птахи Варагн, яке містило в собі третину того хварно, яке колись відлетіло від Їми.
В «Ардвісур-яшті» згадується, що Траетаона закинув в небо в образі птаха героя Паурву.
У найдавнішій «Авесті» не згадані імена синів Траетаони, але зустрічаються назви народів, які пізніше тлумачилися як похідні від цих імен. Діяння Фаридуна й розповідь про його трьох синів викладався в «Чіхрдад-Насці» і у 20 фрагарді «Судгар-Наска» сасанідскої редакції «Авести».
Зброя Траетаони, якою він вбив Змія, в майбутній есхатологічній битві сил Істини та Брехні матиме Астват-Ерета, один з Саошьянтів.
Фраваші Траетаони потрібні для того, щоб протистояти різним хворобам, лихоманці, нестриманості, а також «зміїним підступам» ворога.

## У середньо-перських джерелах
Родовід Фаридун наводить «Великий Бундахішн»: він був сином Аспьян-і Пур-гава, сина Аспьян-й Сік-гава, сина Аспьян-і Бор-гава, сина Аспьян-і Сійя-гава, сина Аспьян-і Спет-гава, сина Аспьян-і Гепр-гава, сина Аспьян-і Рама-гава, сина Аспьян-і вапр-гава, сина Аспьяна, сина Джама (Їми), тобто нащадком Джама в 11 поколінні. Кожне з 10 поколінь тривало 100 років (тобто всі 1000 років правління Дахака). Братів Фаридун звали Бармаюн і Катаюн. Родоводи нащадків Ферідуна складніші, ніж у Фірдоусі, наводяться в ряді пехлевійскіх текстів.
За «Денкардом», хварно з волі творця прийшло до Фаридуна, ще коли він був в материнській утробі, а вбив Дахака він у дев'ять років.
Ферідун побив і пов'язав Аждакаха Бевараспа, переміг багатьох інших девів, частину вбив, а частину вигнав з Кешвар Хванірах. У творі «Шайаст-на-шайаст» говориться, що Ферідун хотів убити переможеного Змія, але Ормазд відрадив його, вказавши, що тоді земля наповниться шкідливими тваринами. За «Бундахішн», Дахака Бевараспа було неможливо вбити, і Фаридун заточив його в горі Демавенд.
Ферідун правив 500 років (включаючи 12 років правління Ереджа): його царювання було першою половиною епохи панування сузір'я Стрільця. Він встановив священний вогонь Вартастар, спорудив собі житло на горі Патасхвар (Демавенд), який «Бундахішн» локалізує в «чотирикутної Варі».
Ферідун вигнав з іранської країни негрів, чия раса з'явилася в царювання Аждахака.
У творі «Судження духу розуму» сказано, що Ормазд створив Фаридун безсмертним, а Ахриман змінив це, й що Ферідун не був достатньо розумний. За «Денкарду», Фаридун великий як серед благословенних, так і серед проклятих.
Хварно Фаридун після його смерті оселилося в коренях очерету в океані Фрахвкарт, звідки його витягнув віддалений нащадок Фаридун Нотара.

## Індоіранські паралелі
Ім'я Траетаони сходить до індоєвропейського архетипу «третього сина», і в міфах про нього постійно повторюється мотив трійці. Схожі імена носить іранський герой Тріта, близький індійському Тріті.
При цьому в «Авесті» є і власний Тріта — наслідок розщеплення колись єдиного образу. Цей Тріта був великим цілителем, зігнавши зі світу недуги. Він третім вичавив золотий сік хаоми — священної рослини, і у нього народився могутній син Керсаспа, «паліценосец», який переміг безліч драконів і демонів.
Ведійский же Тріта давніший. Окремі уривки міфів дають цікаві відомості про це загадкове індійське божество. Ось Тріта, перебуваючи на дні глибокої криниці, волає про допомогу. Або він бере на себе провину за вбивство Індрою триголового дракона Вишварупа.
Точна відповідність його імені також зустрічається в «Рігведі» (проте з дзеркальним сюжетом): це Трайтана з гімну Діргхатамаса до Ашвінів, який, за пізнішими джерелами, був рабом (дасой) і намагався вбити кинутого в річку сліпого ріші Діргхатамаса, замахнувшись на нього мечем, але лише розсік самому собі голову, плече і груди .
Д. С. Раєвський слідом за М. Моле зіставляє Траетаону зі скіфським Таргітаєм. Обидва вони — батьки трьох синів, прабатьки царського роду. Чотирикутна форма Скіфії в характеристиці Геродота нагадує «чотирикутну Варну» «Авести».
Міф про поєдинок з драконом пов'язаний часто з новорічним святом, але тут мова йде не просто про Новий рік, а про початок нового тисячолітнього циклу..

## Образ в «Шах-наме»

### Народження і царювання
Розповідь Фірдоусі починається з того, що тисячолітнє правління тирана Зохака над світом наближається до кінця, залишилося лише 40 років. Зохак бачить уві сні трьох братів, і булаву з коров'ячою головою у молодшого. Прокинувшись, він вимагає від мобедів витлумачити сон, і один з них, Зірек, робить це.
Через деякий час народжується Ферідун, тоді ж народжується корова Бермає із забарвленням як у павича. Зохак посилає людей схопити дитину, ті в степу захоплюють Атбіна, батька Ферідуна. Його мати біжить з сином і зустрічає по дорозі чарівну корову, просячи її зберегти немовляти. Дитину протягом 3 років вирощує пастух. Потім мати забирає в нього сина й ховається на Ельборзе з відлюдником. За наказом Зохака корова вбита, а будинок Ферідуна спалений.
Коли Ферідуну стало 15 років, він просить матір розповісти йому про своє походження, що вона й робить, повідомляючи, що його батько Атбін — нащадок царя Тахмуреса. Порадившись з матір'ю, Ферідун планує свої подальші дії. У цей час коваль Каве, не бажаючи віддавати свого сина на поталу Зохаку, підіймає народ на повстання. Ферідун очолює народ і готується до походу, звертається до своїх братів Пормає і Кеянушу. Ковалі виготовляють для нього булаву з коров'ячою головою.
Військо виступає в похід в день Хордад. Вночі, під час відпочинку, Ферідуна навідує божественний вісник Сраоша. У ту ж ніч двоє старших братів Ферідуна намагаються вбити його, скинувши на нього брилу з гори, але він чарами відводить удар. Продовживши похід, військо підходить до річки. Коли начальник варти не дає суден, військо переправляється вплав.
Ферідун з військом наближається до столиці тирана — Єрусалиму, де стоїть замок Зохака, що підноситься до небес. Ферідун вражає булавою всіх ворогів, займає палац і звільняє царівен Ерневаз і Шехрназ (сестер Джемшида й дружин Зохака), вони розповідають, що Зохак втік до Хіндустану. Скарбник Кондорв прислуговує Ферідуну, але потім біжить до Зохаку й розповідає того про діяння героя.
Коли військо Зохака нападає на місто, на його вулицях починається битва. Зохак проникає в палац, але Фаридун булавою розсікає його шолом. З'являється Соруш і наказує скувати переможеного. Ферідун оголошує звернення до народу і виголошує промову до знаті про свою перемогу. Зохака приковують до скелі над прірвою.
Правління
Ферідун вступає на престол Ірану, спорудивши його в гаю Темміше (місцевість в Мазендеране, поблизу Сарі); засновує свято Мехрган. Народ вихваляє його правління. Джахан Борзіна спорудив для Фарідуна престол з дорогоцінних каменів.
Ферідуну п'ятдесят років, у нього народилися три сини (два старших — від царівни Шехрназ; молодший — від царівни Ерневаз), які поки безіменні. Він наказує мудрецю Дженделю знайти трьох красунь для його синів. Джендель відправляється в Ємен і сватає в царя Серва його трьох дочок. Ферідун відправляє своїх синів до Ємену, давши їм перед цим мудрі поради. Завдяки порадам батька вони викривають підступи Серва й одружуються з дівчтами.
Ферідун перетворюється в дракона й зустрічає синів на зворотному шляху. Старший відступає, середній використовує лук для оборони, а молодший — меч. Коли вони прибувають додому, Ферідун звертається з ним з промовою і нарікає імена їм і їхнім дружинам згідно з результатом випробування; після чого ворожить за зірками їхню долю. Ферідун ділить світ між синами Сельмом, Туром та Іреджем, причому Сельма отримує Рум (Візантію); Тур — Туран і Чин, а молодший, Іредж — Іран (тобто центр) і Арабістан.
Старші брати заздрять молодшому і, зустрівшись між собою, посилають лист батька з вимогою позбавити Іреджа влади. Ферідун, отримавши його, засуджує синів і наказує Іреджу відправитися з військом проти братів. Іредж прагне до миру й збирається самому їхати до братів, після чого, не дивлячись на застереження батька, їде, передавши їм лист Ферідуна.
Тур із Сельмом вбивають Іреджу, після чого вісник привозить Ферідуну голову улюбленого сина. Усі оплакують Іреджа, а Ферідун звертається із закликом до творця. Від скорботи за сином Ферідун осліп. Це вбивство поклало початок багатовіковій ворожнечі Ірану й Турана (іншими словами, служило її міфологічним обґрунтуванням, поясненням і виправданням).

### Ферідун іМенучехр[ru]
Рабиня Іреджа Махаферід народжує після його смерті дочку, яку, коли вона виросла, Ферідун видає за свого племінника Пешенга. У них народжується син. Ферідун від радості прозріває й нарікає ім'я дитині. Менучехр росте, виховується своїм прадідом. Коли він виріс, Ферідун садить його на престол.
Сельм і Тур відправляють послання Ферідун з проханням про милість, Ферідун і Менучехр приймають посла, Ферідун відправляє відповідь. Менучехр за вказівками прадіда створює військо в Темміше. Після наполегливої битви Менучехр перемагає, вбиває Тура, кидає його тіло диким звірам, а голову надсилає Ферідун з листом про перемогу; Ферідун радіє посилці. Потім Менучехр перемагає й Сельма, також відрубує йому голову й надсилає прадіду.
У Темміше війську Менучехра Ферідун влаштовує врочисту зустріч. Ферідун доручає свого спадкоємця богатирю Саму й вінчає Манучехра на престол. Ферідун часто сумує, дивлячись на три відрубані голови синів, і вмирає. Його правління тривало 500 років.